# Head of State
Head of State è un film del 2003 che segna l'esordio alla regia di Chris Rock.

## Trama
Mays Gilliam è un consigliere comunale del 9° distretto di Washington DC; rozzo e ignorante ma di buon cuore, Mays ogni giorno si prodiga per aiutare come può la gente del suo quartiere. Un giorno Mays, dopo aver perso il suo lavoro a causa di una scenata pubblica ed essere stato lasciato dalla sua ragazza Kim, che lo considera un fallito, viene inaspettatamente scelto come candidato del Partito Democratico per le elezioni presidenziali del 2004; in realtà il vero motivo per cui egli è stato scelto è che i Democratici, a seguito della morte accidentale dei candidati alla presidenza e vicepresidenza in un incidente aereo e sulla presunzione che le elezioni siano già perse contro il popolare candidato Repubblicano nonché vicepresidente in carica Brian Lewis, hanno deciso di optare per un candidato afroamericano per attirare le simpatie delle minoranze etniche americane e così facendo aumentare le possibilità di vincere le elezioni presidenziali del 2008.
Inizialmente Mays pensa di non poter avere successo come presidente, poiché rappresenterebbe l'intera popolazione afroamericana e non vuole fare nulla che possa danneggiarne reputazione. Tuttavia quando inizia a conquistare popolarità nei sondaggi, suo fratello Mitch lo convince a parlare apertamente di ciò in cui crede; abbandonando i discorsi insipidi, noiosi e privi di controversie che gli erano stati preparati, Mays inizia a parlare con onestà di questioni importanti come il benessere comune, l'assistenza sanitaria, la disuguaglianza di reddito e la società in generale. Mays trova persino il tempo di corteggiare Lisa Clark, una benzinaia che conosceva già da tempo e che diventa una sua grande sostenitrice.
Quando Lewis lancia una serie di spot pubblicitari offensivi, tra cui uno in cui Mays sostiene la causa del cancro, il rivale inizia a reagire usando una tattica che lui stesso definisce "baciare il suo avversario" (ispirandosi ai cartoni animati di Bugs Bunny e Taddeo); parte di questa strategia include il doppiaggio di un video di Osama bin Laden che dice di odiare l'America ma di amare Brian Lewis e ciò fa guadagnare a Gilliam ancora più punti nei sondaggi.
Con l'avvicinarsi del giorno delle elezioni, Mays scopre finalmente il motivo per cui è stato scelto come candidato del partito e dopo aver licenziato alcuni agenti della sua campagna elettorale che gli avevano nascosto la verità (benché in seguito si riconcili con loro), sceglie suo fratello Mitch come suo compagno di corsa. In seguito ha un dibattito con il suo avversario Brian Lewis in cui riesce a conquistare il pubblico dicendo la verità sulla vita americana. Alla fine, Mays finisce per vincere la corsa alla presidenza e fa la proposta di matrimonio a Lisa, facendola diventare la sua First Lady.

## Produzione
Chris Rock ha dichiarato in un'intervista di aver preso l'ispirazione per il film dalle elezioni del 1984, quando il candidato democratico Walter Mondale scelse Geraldine Ferraro - una donna - come sua vice. I democratici in quelle elezioni sapevano di non avere molte chance contro il candidato repubblicano Ronald Reagan, ma la proposta della Ferraro come vicepresidente avvicinò molte donne alla politica e questo, si dice, contribuì all'elezione di Bill Clinton del 1992.